# 東京都廳舍
35°41′23″N 139°41′32″E / 35.68972°N 139.69222°E
東京都廳舍（日语：／ Tōkyōto chōsha ?）是日本東京都廳（東京都政府）及東京都議會的所在地，目前位於東京都新宿區的建築為第三代廳舍，1990年12月落成，1991年正式啟用，為新宿新都心最高的摩天大樓。其在時任東京都知事鈴木俊一任內籌建，由建築師丹下健三設計。而在遷建前的原第一、二代廳舍，則位於東京都千代田區丸之內，該址現為東京國際論壇。

## 概要
1970年代，為了解決丸之內舊東京都廳舍老舊、狹窄、分散等既有問題，1979年當時的東京都知事鈴木俊一強烈建議將東京都廳舍遷移至新宿。東京都議會於1985年9月通過了「東京都政府設置位置條例」並決定將新都廳設立在新宿副都心，同年10月舉辦「新都廳舍大樓設計比賽」，隔年（1986年）4月丹下健三（結構設計為武藤清）的設計方案被選中。
東京都廳舍於1988年4月起造，1990年12月完工。隔年（1991年）4月1日從丸之內的舊辦公樓遷移，並開始作為東京都廳的用途。東京都廳舍由第一本廳舍、第二本廳舍、都議會議事堂等3棟建築構成，在1993年時被高296米的橫濱地標大廈打破。東京都廳舍第一本廳舍近年來已成為東京的觀光勝地之一，到45樓的展望室參觀的訪客絡繹不絕。
東京都廳舍的原址為1965年停止運作的淀橋淨水廠，位於新宿西口超高層摩天大樓群的西南側，地址為二丁目8番1號、4號及5號共三塊地。1號為第二本廳舍，4號為第一本廳舍，5號為東京都議會議事堂及都民廣場。此外，第一及第二本廳舍面對新宿中央公園西側。

### 第一本廳舍・設施
第一本廳舍高度為243米，落成時打破豐島區池袋的太陽城60維持了12年的高度紀錄，成為日本第一高樓；但此紀錄並沒有維持很久，在1993年時被高296米的橫濱地標大廈打破，東京第一高樓的名號也於2007年時被248米高的中城大廈超越。

#### 展望台
廳舍的展望台設於第一本廳舍南、北棟45樓，可從1樓乘搭直通電梯直達，時間約為55秒。開放時間為上午9時半至下午11時（南棟至下午5時），除新年期間外全年無休，免費入場，北棟展望台設有咖啡室及伴手禮店。東京都廳舍雖然高達48層，但是其43樓、44樓、46樓-48樓為機房，一般訪客不能進入（但可使用44樓之廁所）。

## 設計與構造
東京都廳舍是丹下健三的代表作之一，設計風格採後現代主義路線，被認為是引用了哥特式教堂的設計作為藍本，採用了和巴黎聖母院相似的横三段和豎三段式立面，切面為正八邊形，而建築物的外表設計啟發自中村弘道，他讀了諾曼·卡佛的《日本建築的形與空間》（日本建築の形と空間），書中記載留在大阪的富農之房屋·吉村邸的天井為細長的格子狀圖案，因此他使用此作為大樓外型的設計，丹下健三曾表示此外型設計像印刷電路板；但也有人批評這種設計，表示其造型像是石碑。此外，第二本廳舍及同為丹下健三設計的新宿公園塔造型極為相似，可以看得出來是同一位建築師之作品。

### 第一本廳舍・周邊設施外觀一览

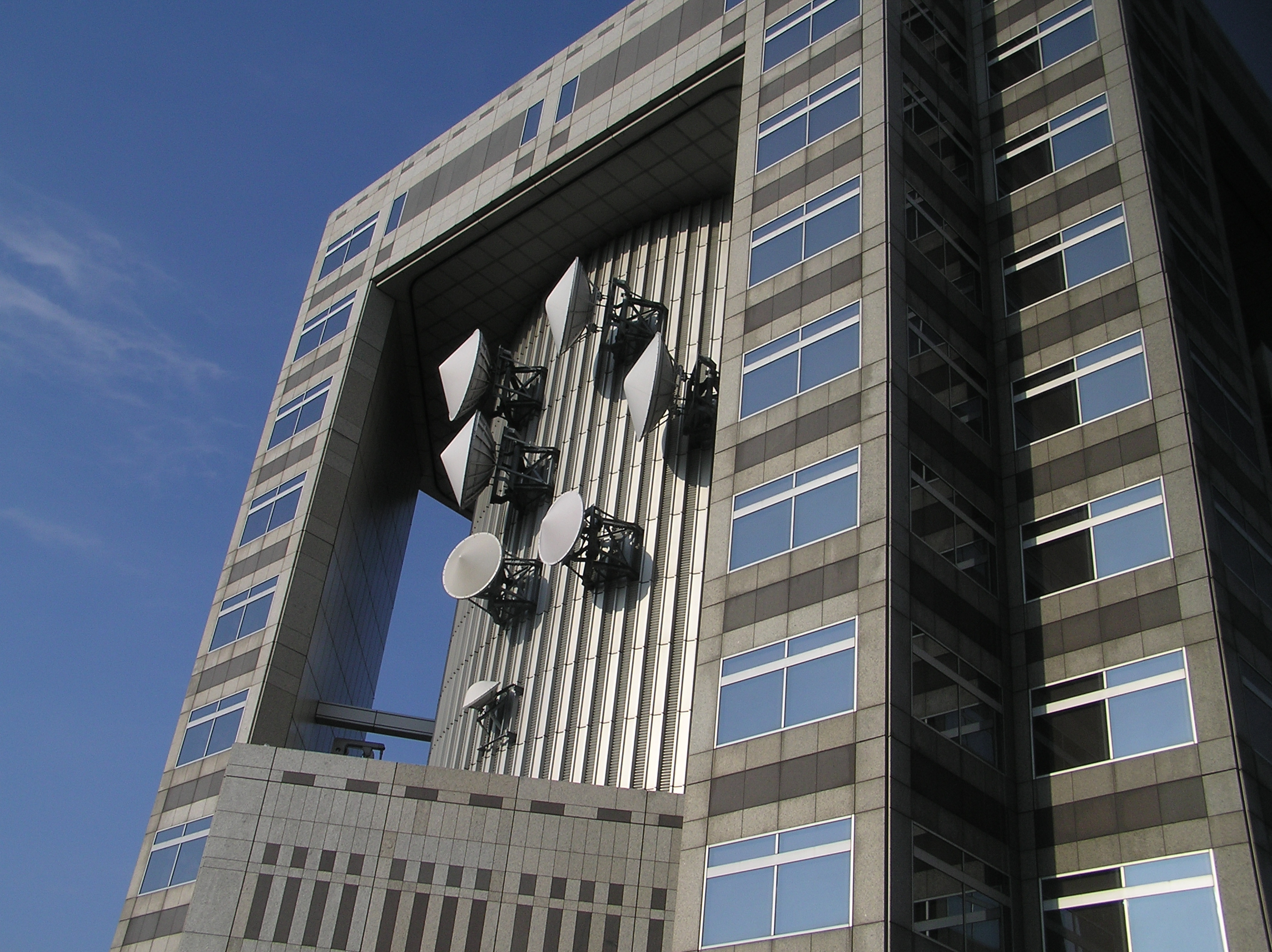
第一本廳舎上部左側 東京都防災行政無線電拋物面天線組
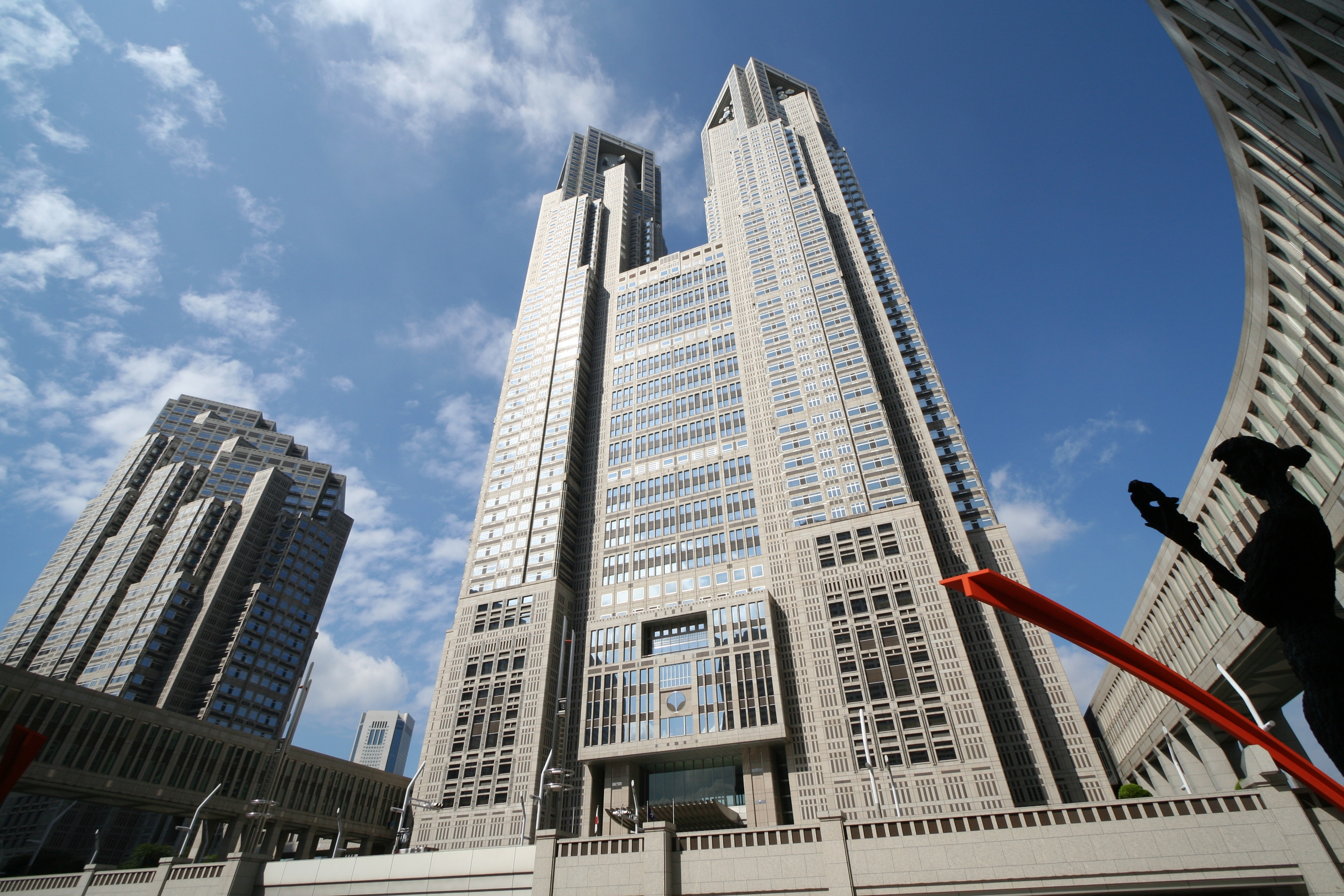
第一本廳舎全景

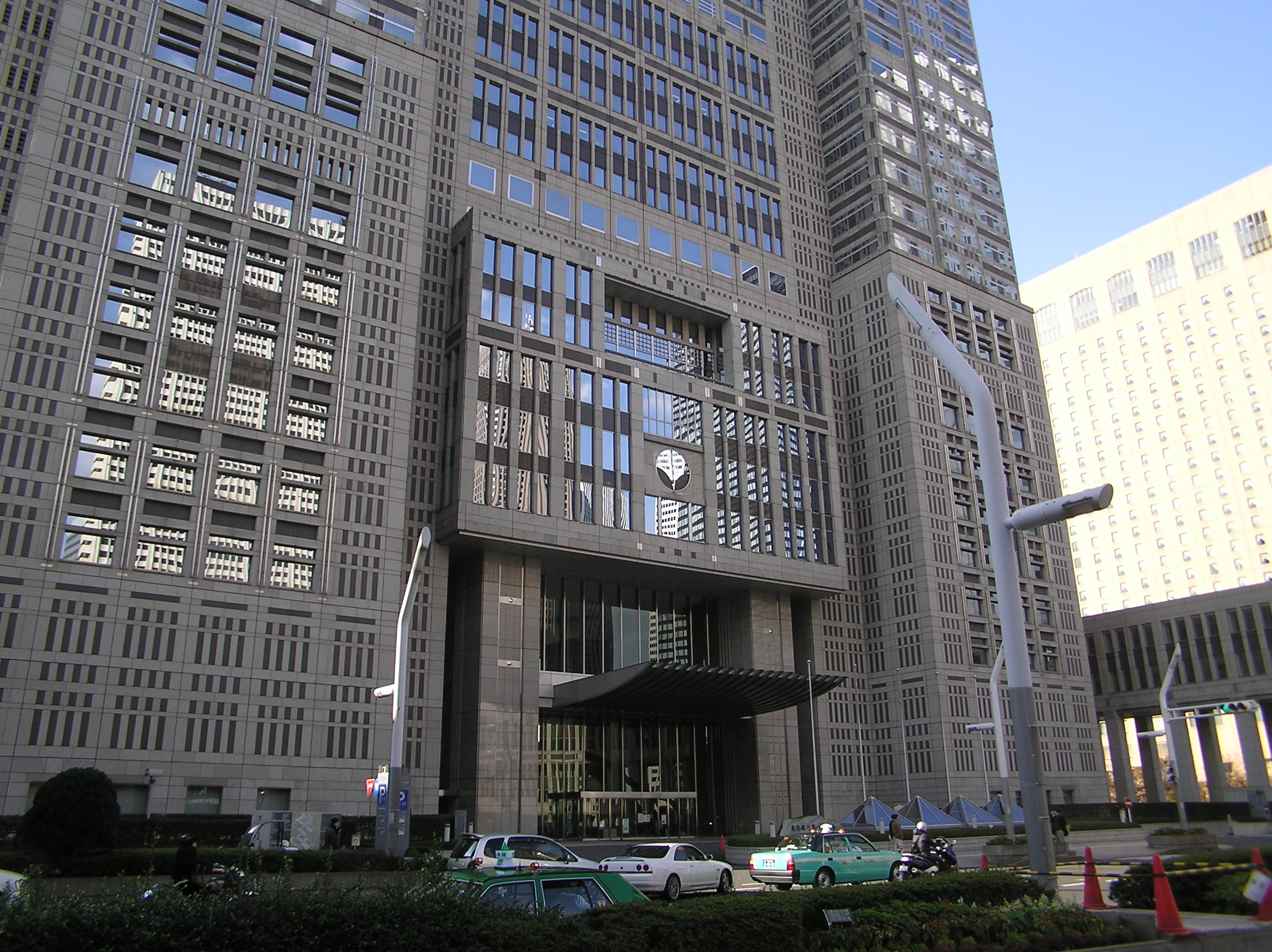
第一本廳舎正面
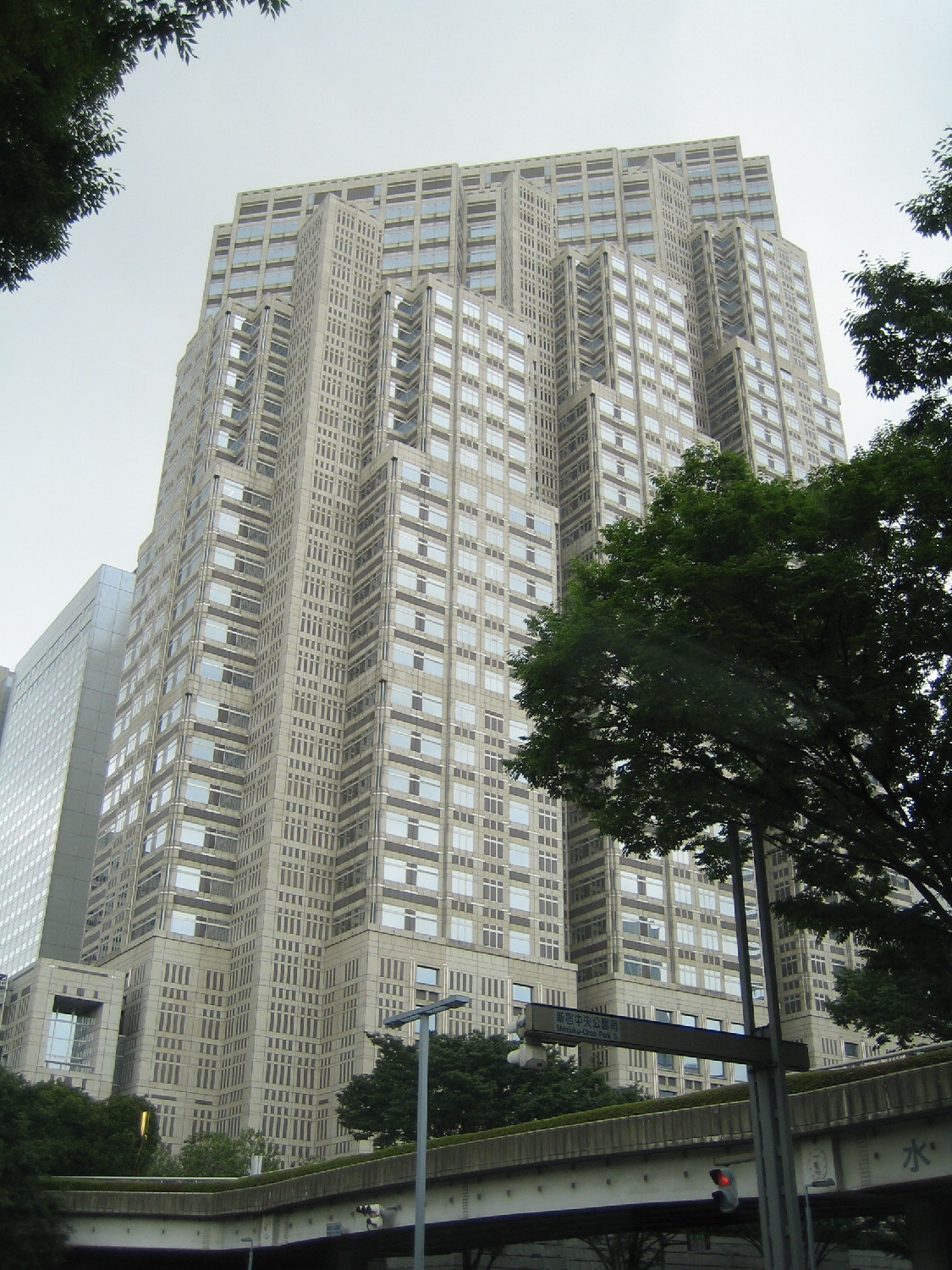
東京都庁第二本廳舎

## 資料
- 層數：地面48層、地下3層（第一本廳舍）
- 高度：243.4米
- 建築面積：11,042平方米
- 動工：1988年4月／竣工：1990年12月
- 建設費：1569億日圓
- 每年維修管理費：40億日圓
- 由第一、第二本廳舍及都議會議事堂三座組成。
- 升降機方面，第一本廳舍北座、第二本廳舍南座採用三菱電機製升降機，而第一本廳舍南座及第二本廳舍北座分別採用日立及東芝公司製升降機。

## 交通
- 地址：東京都新宿區西新宿二丁目8番1號
- 都營地下鐵大江戶線都廳前站（車站編號「E-28」）

## 圖片集

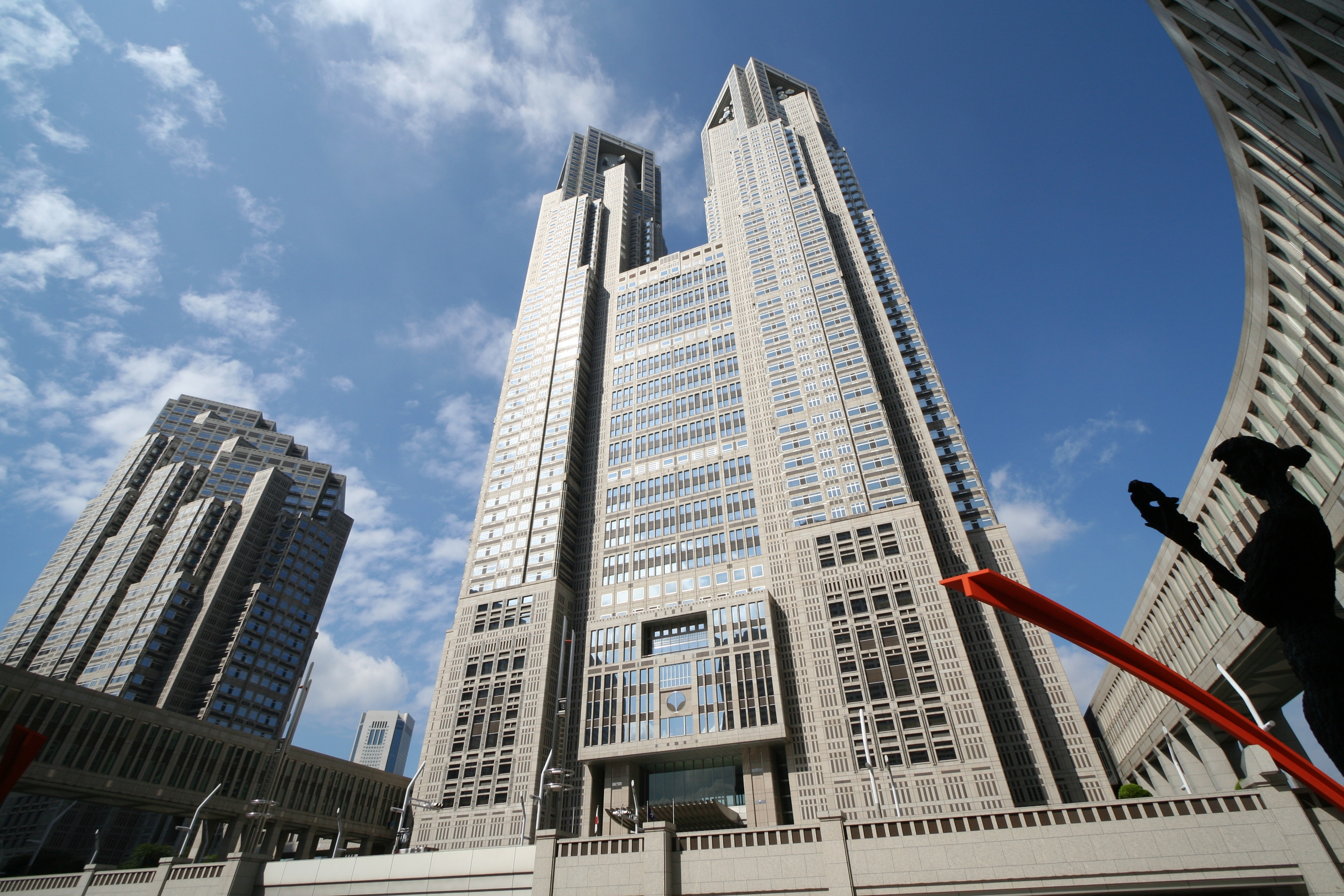
東京都第一本廳舍（右）
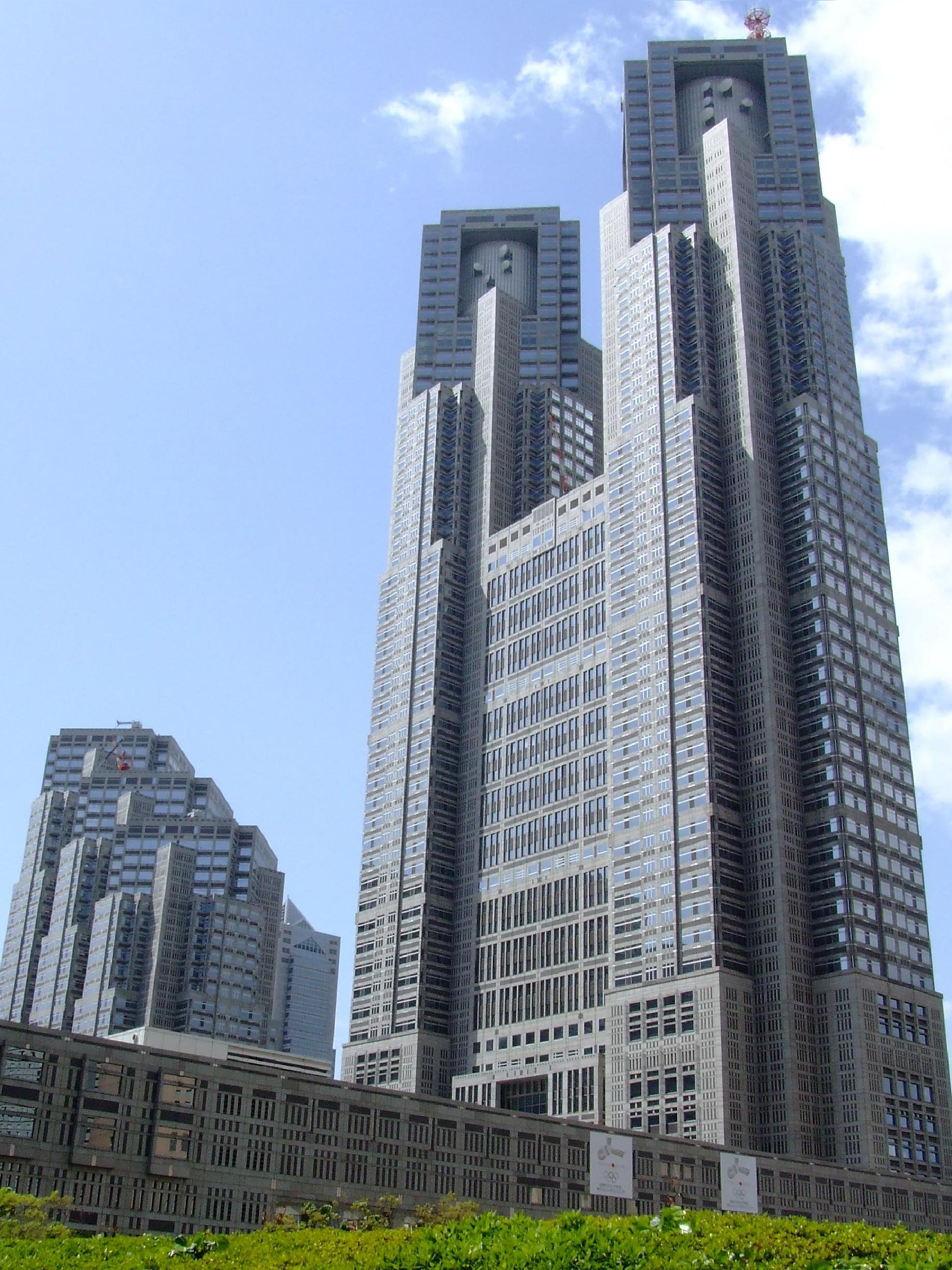
第二本廳舍（左）
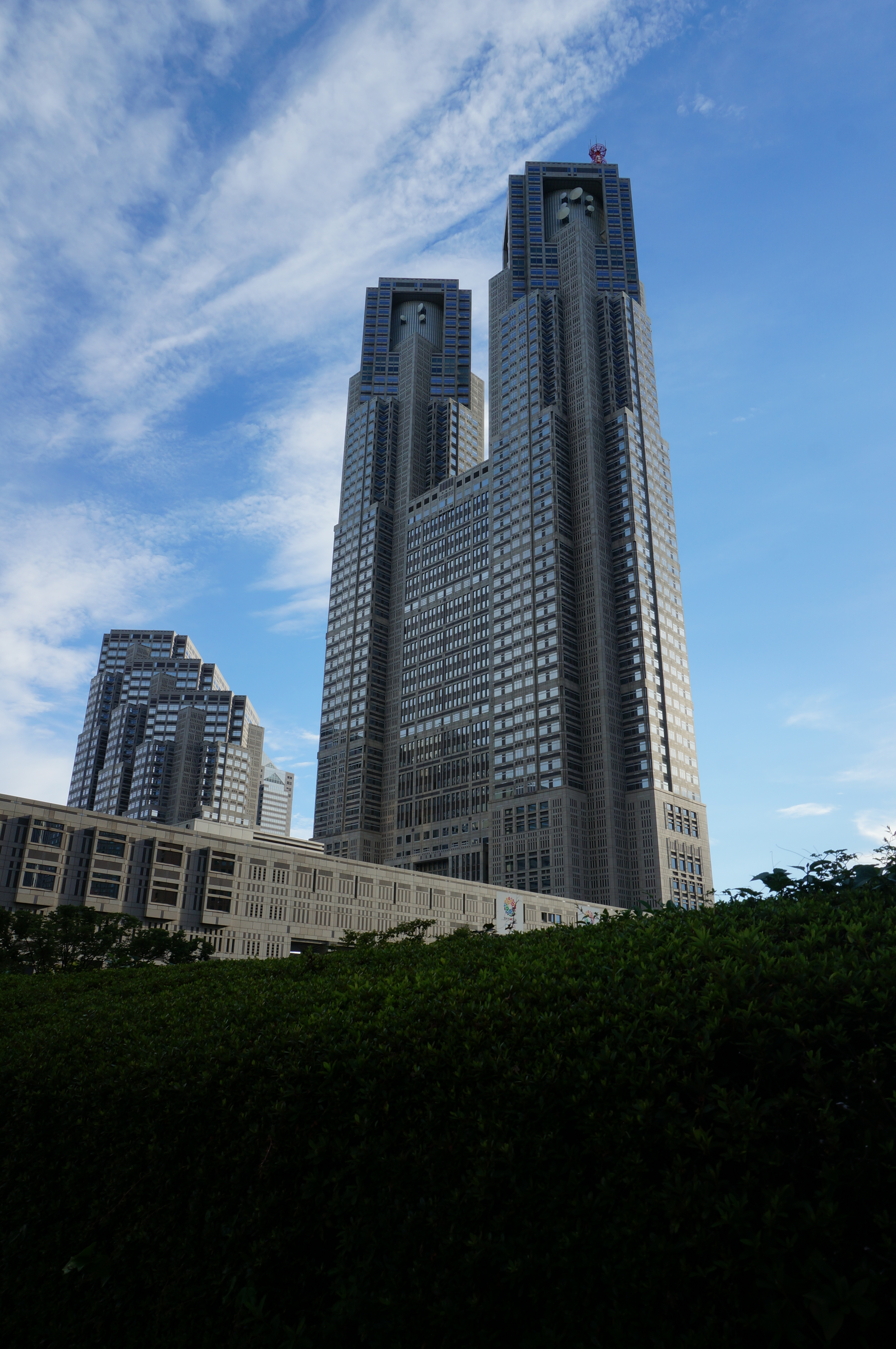
東京都廳第一本舍
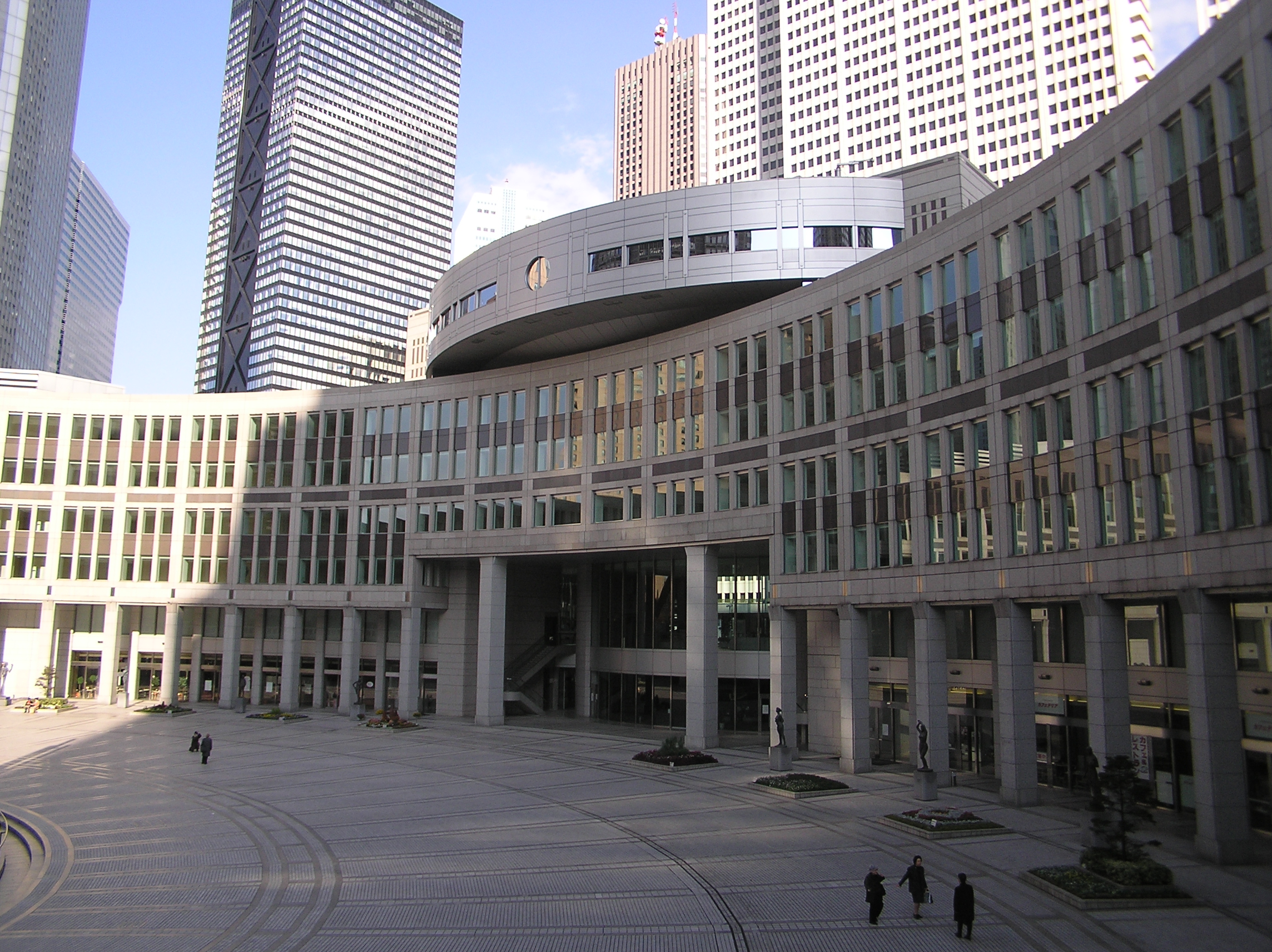
東京都議會
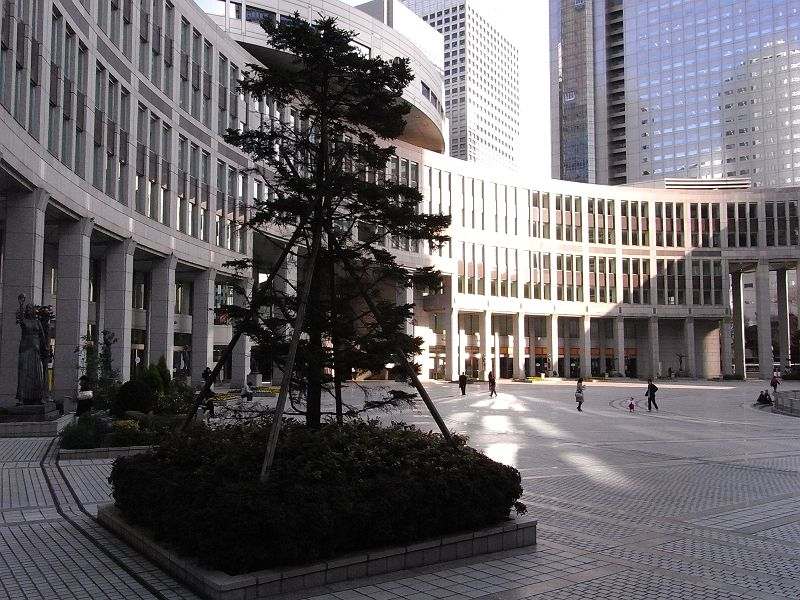
都民廣場
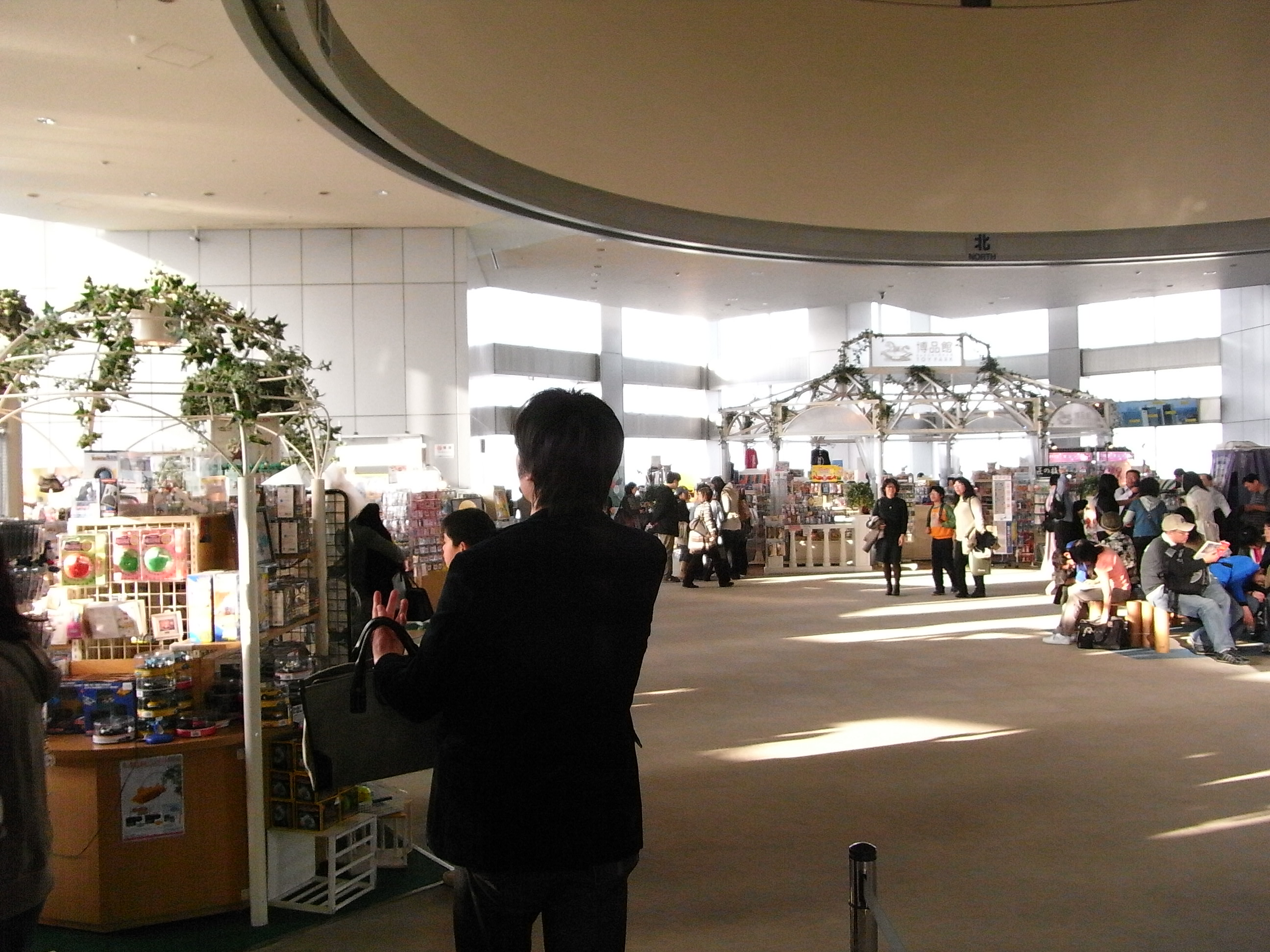
展望室（地上202m、免費入場)
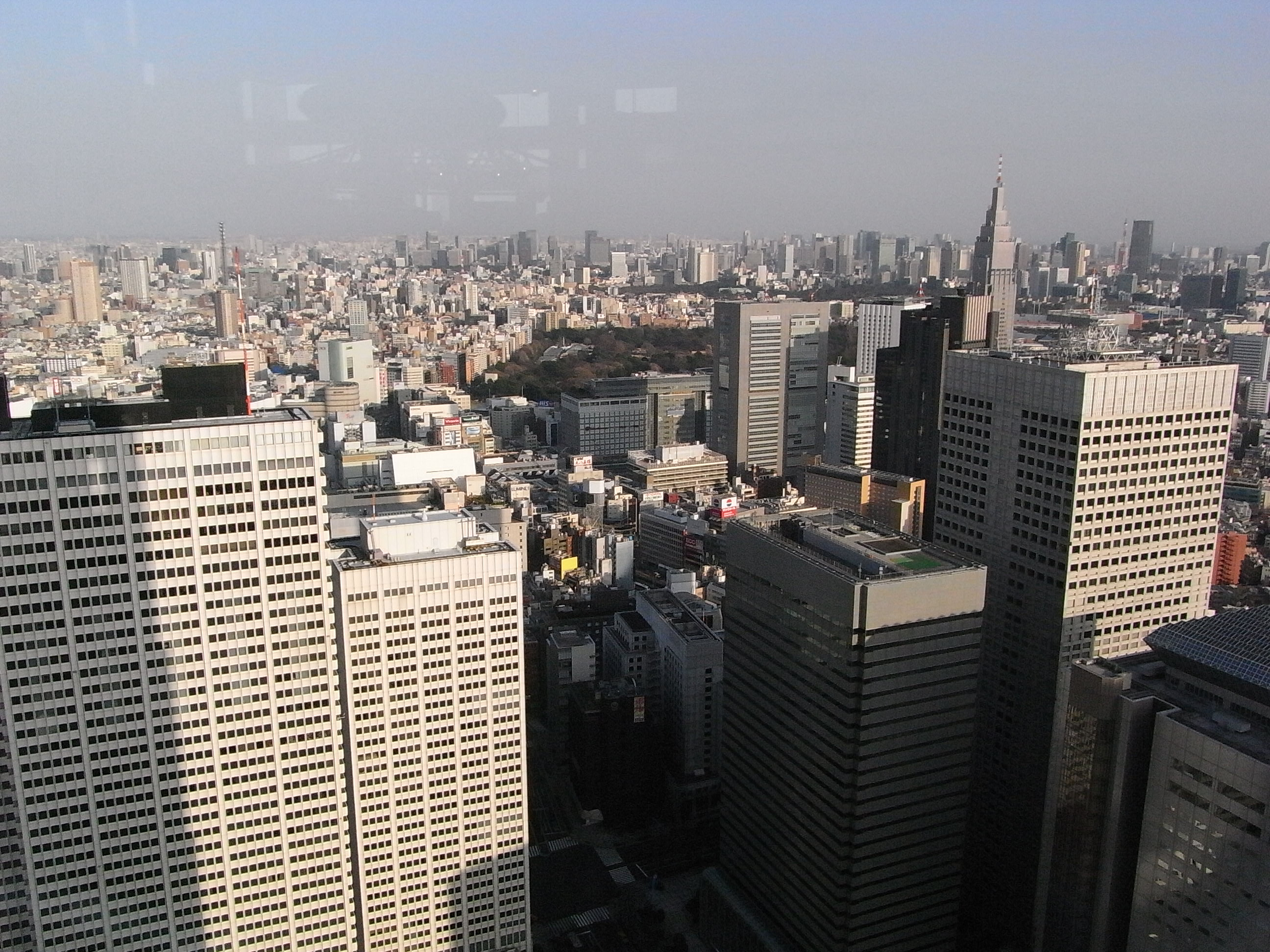
東側方面（2009年2月14日撮影）
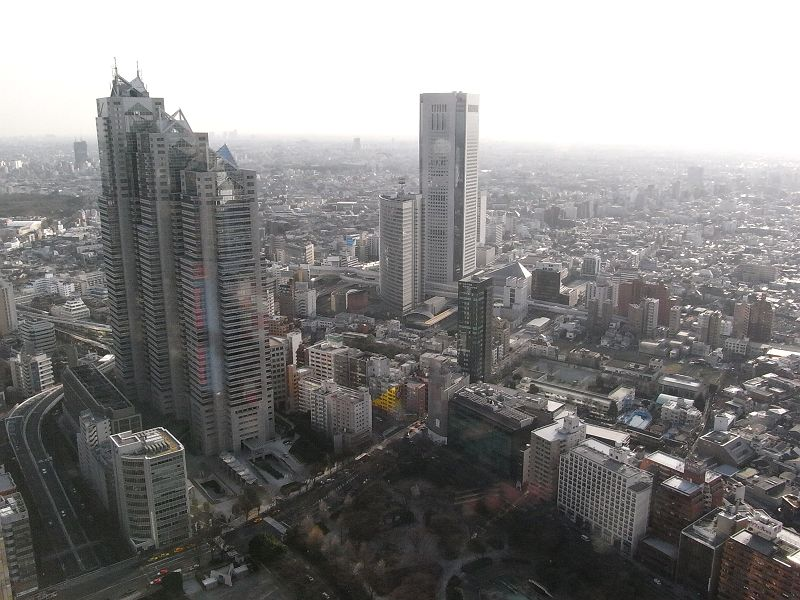
南側方面（2009年2月14日撮影）
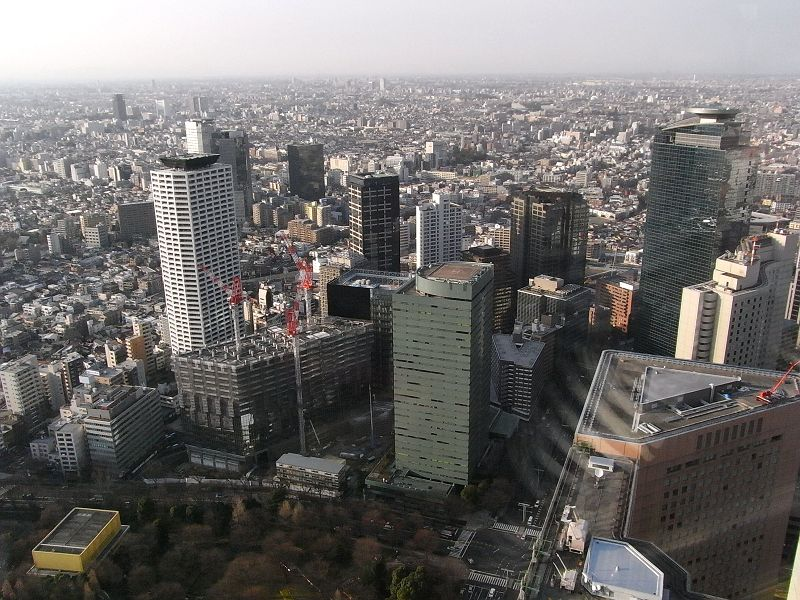
西側方面（2009年2月14日撮影）
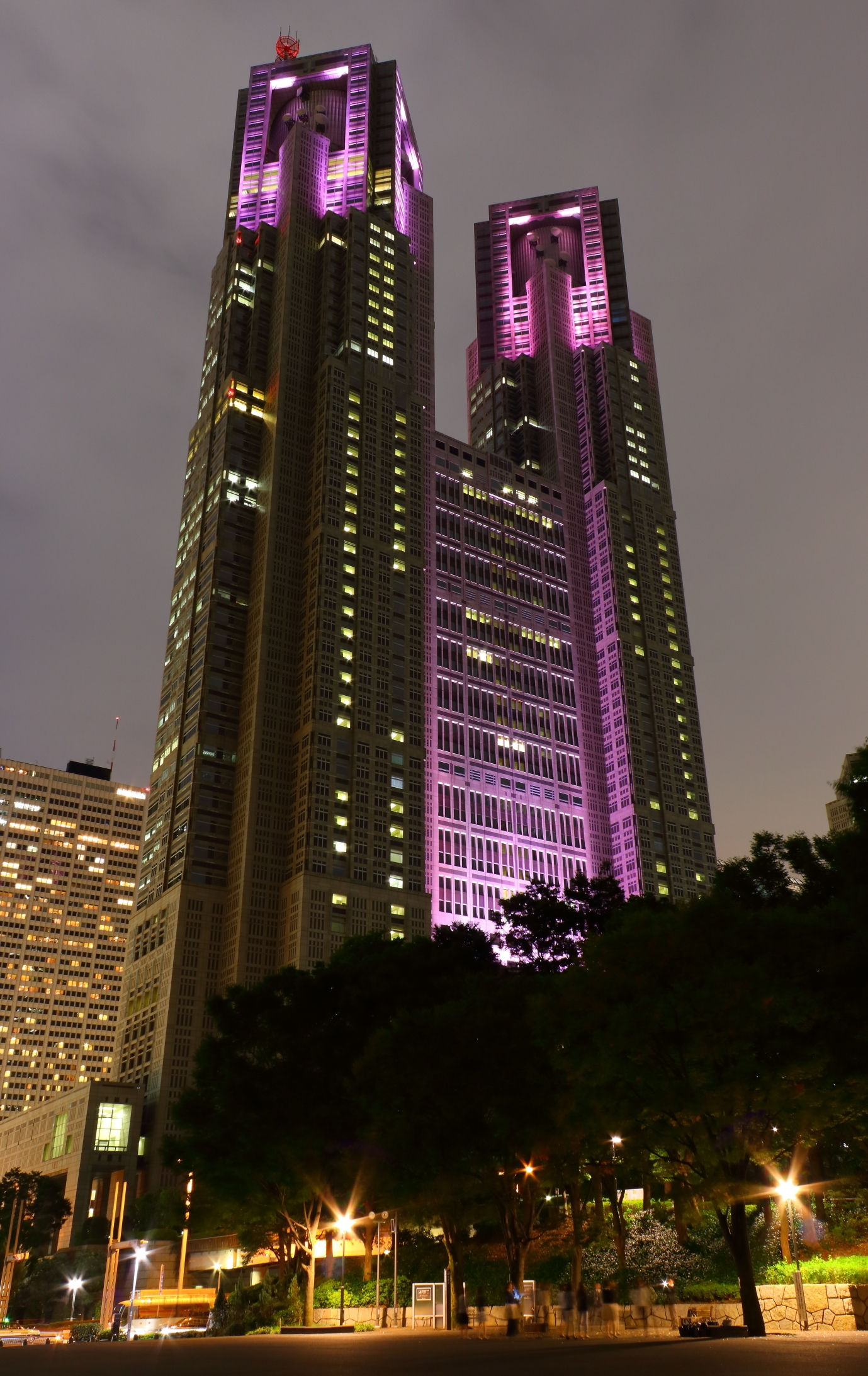
(2015年10月5日撮影)

## 外部連結
- 東京都 都廳參觀資料 （页面存档备份，存于）
- 東京都廳舍 案內 （页面存档备份，存于）
- 都庁展望室的X（前Twitter）
- 東京都庁広報課的Facebook專頁
- 東京都庁広報課的Instagram帳戶